# Ларжанська сільська рада
Ларжа́нська сільська́ ра́да — колишня адміністративно-територіальна одиниця та орган місцевого самоврядування в Ізмаїльському районі Одеської області. Адміністративний центр — село Ларжанка.

## Загальні відомості
Ларжанська сільська рада утворена в 1945 році.
- Територія ради: 34,89 км²
- Населення ради: 2 386 осіб (станом на 2001 рік)

## Населені пункти
Сільській раді підпорядковані населені пункти:
- с. Ларжанка

## Населення
Згідно з переписом 1989 року населення сільської ради становило 2335 осіб, з яких 1104 чоловіки та 1231 жінка.
За переписом населення 2001 року в сільській раді мешкало 2386 осіб.

### Мова
Розподіл населення за рідною мовою за даними перепису 2001 року:
| Мова       | Відсоток |
| ---------- | -------- |
| російська  | 49,87 %  |
| українська | 44,64 %  |
| молдовська | 4,48 %   |
| болгарська | 0,5 %    |
| вірменська | 0,25 %   |
| гагаузька  | 0,08 %   |
| румунська  | 0,04 %   |
| словацька  | 0,04 %   |

## Склад ради
Рада складалася з 16 депутатів та голови.
- Голова ради:
- Секретар ради: Просенюк Катерина Степанівна

### Керівний склад попередніх скликань
| Прізвище, ім'я, по батькові | Основні відомості                                    | Дата обрання | Дата звільнення |
| --------------------------- | ---------------------------------------------------- | ------------ | --------------- |
| Савченко Ніна Олександрівна | Сільський голова, 1956 року народження, позапартійна | 26.03.2006   | 31.10.2010      |

Примітка: таблиця складена за даними сайту Верховної Ради України

### Депутати
За результатами місцевих виборів 2010 року депутатами ради стали:

#### За суб'єктами висування
| Суб'єкт висування | Кількість обраних депутатів | %    |
| ----------------- | --------------------------- | ---- |
| Самовисування     | 13                          | 81,3 |
| Народна партія    | 3                           | 18,8 |

#### За округами
| № округу       | Прізвище, ім'я, по батькові       | Дата визнання обраним | Освіта             | Партійна приналежність             | Відомості про обраного депутата                 |
| -------------- | --------------------------------- | --------------------- | ------------------ | ---------------------------------- | ----------------------------------------------- |
| Народна Партія |                                   |                       |                    |                                    |                                                 |
| 5              | Просенюк Катерина Степанівна      | 01.11.2010            | середня            | член Народної партії               | сільська рада, секретар                         |
| 11             | Мітяєва Лілія Михайлівна          | 01.11.2010            | середня спеціальна | член Народної партії               | сільська рада, землевпорядник                   |
| 14             | Лупу Віктор Михайлович            | 01.11.2010            | вища               | член Народної партії               | Ізмаільські електромережі, водій                |
| Самовисування  |                                   |                       |                    |                                    |                                                 |
| 1              | Колесниченко Тетяна Іванівна      | 01.11.2010            | вища               | член Народної партії               | сільська рада, головний бухгалтер               |
| 2              | Поліда Ірина Андріївна            | 01.11.2010            | вища               | член Партії регіонів               | сільська рада, спеціаліст роботи з молоддю      |
| 3              | Черногор Сергій Ананійович        | 01.11.2010            | вища               | член Соціалістичної партії України | ЧП «Моноліт»- Ізмаїл, керуючий                  |
| 4              | Дмитров Олексій Романович         | 01.11.2010            | середня спеціальна | член Партії Зелених України        | ІСРЗ, електро механік                           |
| 6              | Белицький Сергій Андрійович       | 01.11.2010            | середня            | позапартійний                      | пенсіонер                                       |
| 7              | Караяні Олександр Кирилович       | 01.11.2010            | середня            | позапартійний                      | ЧП «Моноліт», робітник подсобного хозяйства     |
| 8              | Скрипніченко Тетяна Володимирівна | 01.11.2010            | вища               | позапартійна                       | Ізмаїльська загальноосвітня школа № 16, вчитель |
| 9              | Кулава Юлія Вікторівна            | 01.11.2010            | вища               | позапартійна                       | тимчасово не працює                             |
| 10             | Краснобаєва Ірина Полієктівна     | 01.11.2010            | вища               | позапартійна                       | Ларжанська загальноосвітня школа, вчитель       |
| 12             | Мунтяну Юрій Яковлевич            | 01.11.2010            | середня спеціальна | позапартійний                      | локомотивне депо Рені, екіпіровщик              |
| 13             | Нікуліна Людмила Андріївна        | 01.11.2010            | середня спеціальна | позапартійна                       | тимчасово не працює                             |
| 15             | Левченко Іван Іванович            | 01.11.2010            | середня спеціальна | член Партії Зелених України        | тимчасово не працює                             |
| 16             | Онищенко Юрій Улянович            | 01.11.2010            | середня            | позапартійний                      | ВАТ «Укртелеком», електромонтер                 |